# Amphibian Ark
Amphibian Ark est un organisme américain voué à la protection des espèces amphibiennes en voie d'extinction.

## Historique
De 1980 à 2008, 122 espèces amphibiennes se sont éteintes. 6 000 demeurent, mais la moitié est menacée d'extinction. Le fungi chytrid est la principale menace, et les changements d'habitat entrent également en cause, certaines espèces endémiques pouvant disparaître après la construction d'un barrage par exemple.
En 2005, des scientifiques du monde entier attirent l'attention de l'opinion publique sur l'extinction rapide des espèces amphibiennes. Ils se réunissent à Atlanta, aux États-Unis, et donnent naissance à un groupe dénommé Amphibian Ark, dans l’optique de travailler à la sauvegarde des espèces amphibiennes, prioritairement celles en voie d'extinction, en demandant aux centres d'accueil d'animaux de tous les pays du monde de contribuer à la conservation d'espèces endémiques le temps de lutter contre le fungi chytrid,.
En 2008, l'organisme lance la création de biobanques régionales.

## Description
L'organisme Amphibian Ark est un partenariat entre l'Association mondiale des zoos et des aquariums membre de l'UICN et plusieurs sections pour la conservation des espèces de l'UICN dont celle des amphibiens. Le but de l'Ark est d'aider leur partenaire pour une conservation ex-situ et de protéger les sites naturels. Une autre de leur attribution est d'identifier les taxons réellement en danger puisqu'il existe une incertitude de menace sur près de 23 % des espèces. L'organisme recrute des zoos et autres centres d'accueil d'animaux pour étendre ou renforcer leurs programmes pour les amphibiens. Le coût pour la sauvegarde d'une seule espèce amphibienne est estimé à 100 000 dollars.
L'Ark organise des campagnes de presse à destination des pouvoirs publics et à la population pour faire prendre conscience du danger de l'extinction massive qui pèse sur les amphibiens, comme la campagne Year of the frog qui a été lancée en 2008.